# Spiegel (Gefieder)

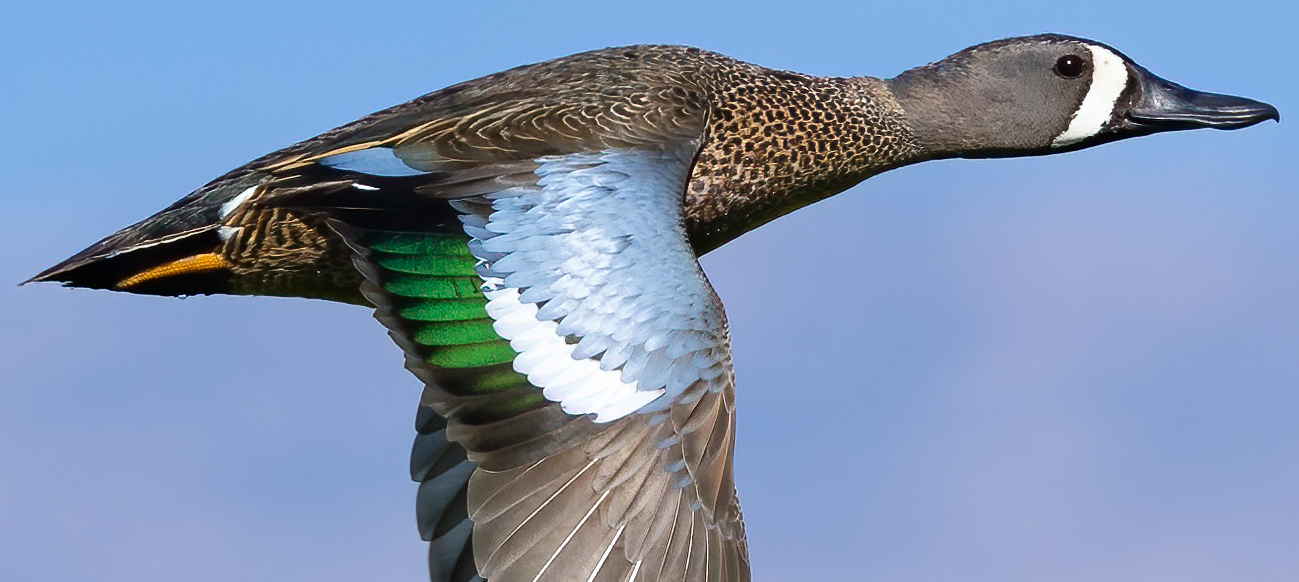
Der große blaue Spiegel mit grünem Saum ist namengebend bei der Blauflügelente

In der Ornithologie bezeichnet der Begriff  Spiegel oder auch Flügelspiegel (lateinisch Speculum) das deutliche optische Hervortreten einer Gefiederpartie im Flügelbereich.
Ein Spiegel ist vor allem bei Schwimmenten ausgeprägt, bei denen häufig bestimmte Armschwingen zum Rest des Flügels farblich deutlich kontrastieren. Der Spiegel liegt auf der Flügeloberseite und ist beim schwimmenden Vogel nur teilweise zu sehen. Vollständig sichtbar ist er beim geöffneten Flügel im Flug. Weil Form, Größe und Farben des Spiegels artspezifisch und zudem oft bei beiden Geschlechtern und sowohl im Pracht- als auch im Schlichtkleid vorhanden sind, eignet sich der Spiegel besonders gut zur Artbestimmung.
Da der Spiegel durch Strukturfarben an den Fahnen der Armschwingen entsteht, schillern die Farben, was besonders unter Sonneneinstrahlung zur Geltung kommt. Beispielsweise zeigen Stockenten einen weiß und schwarz besäumten dunkelblauen Spiegel. Ein weiß besäumter, grün-schwarzer findet sich dagegen bei der Krickente. Einen besonders großen und farbenprächtigen Spiegel besitzt die Blauflügelente, bei der Spießente ist er dagegen schlicht schwarz mit weißem und orangem Saum.

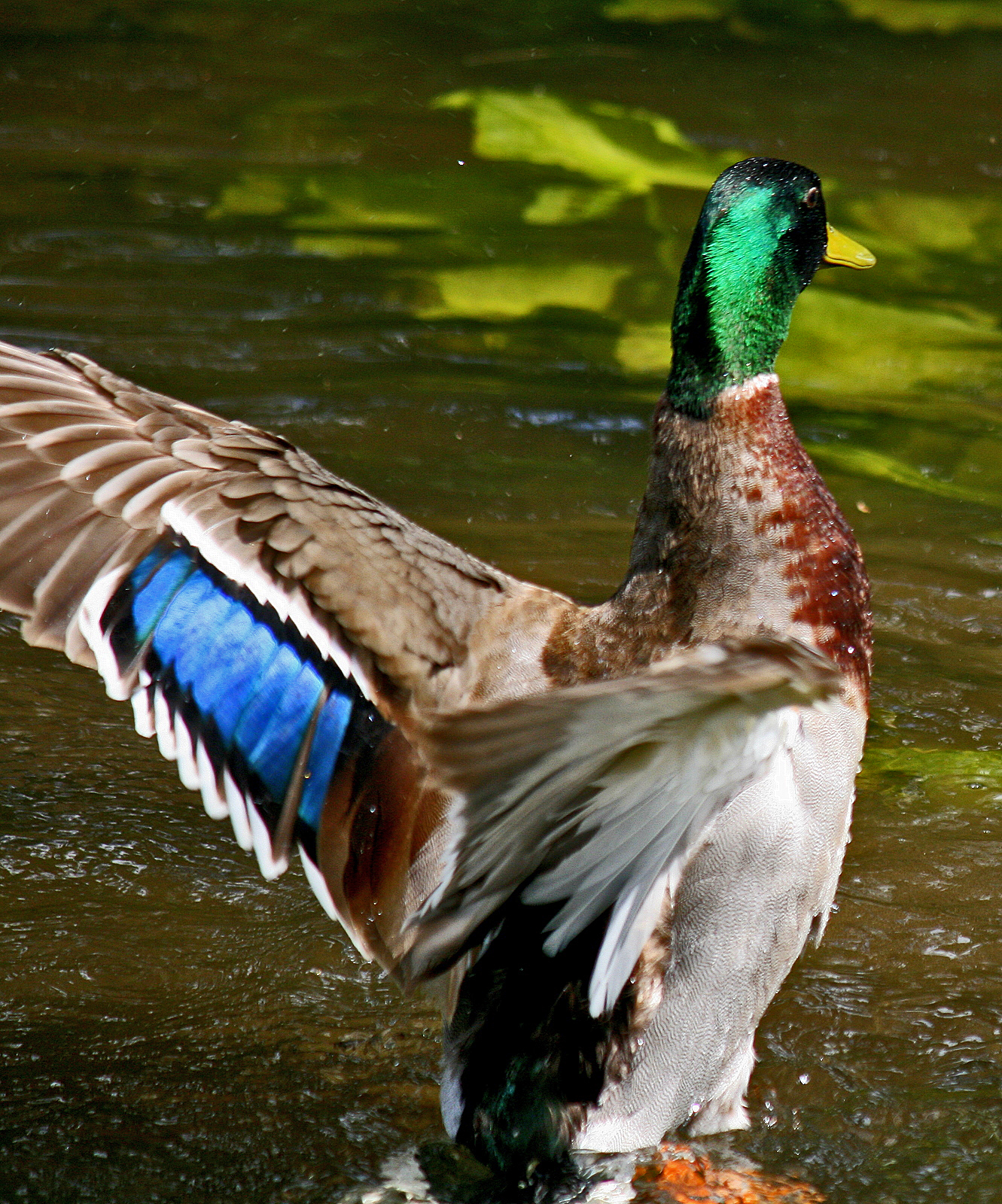
Stockentenerpel mit blauem Spiegel
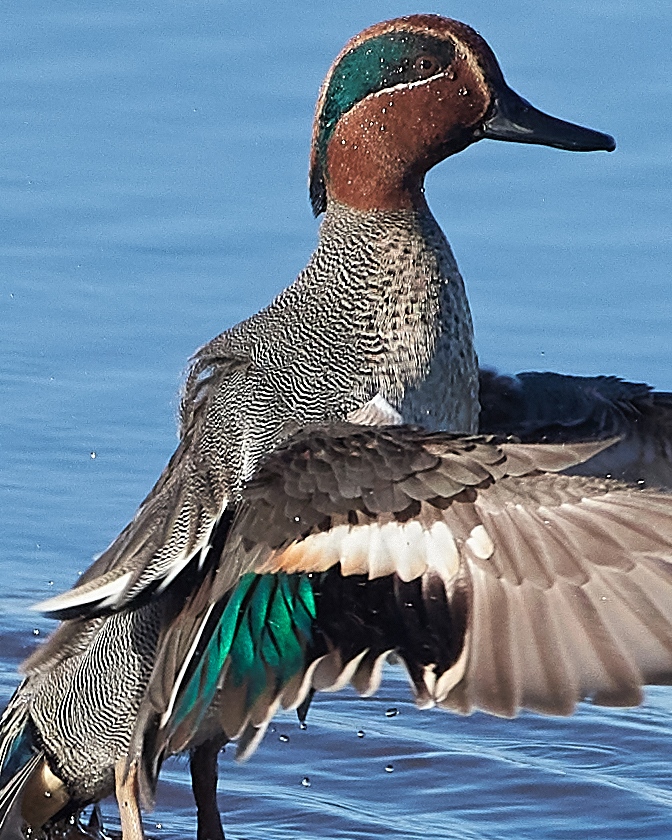
Krickenten-Erpel mit grün-schwarzem Spiegel
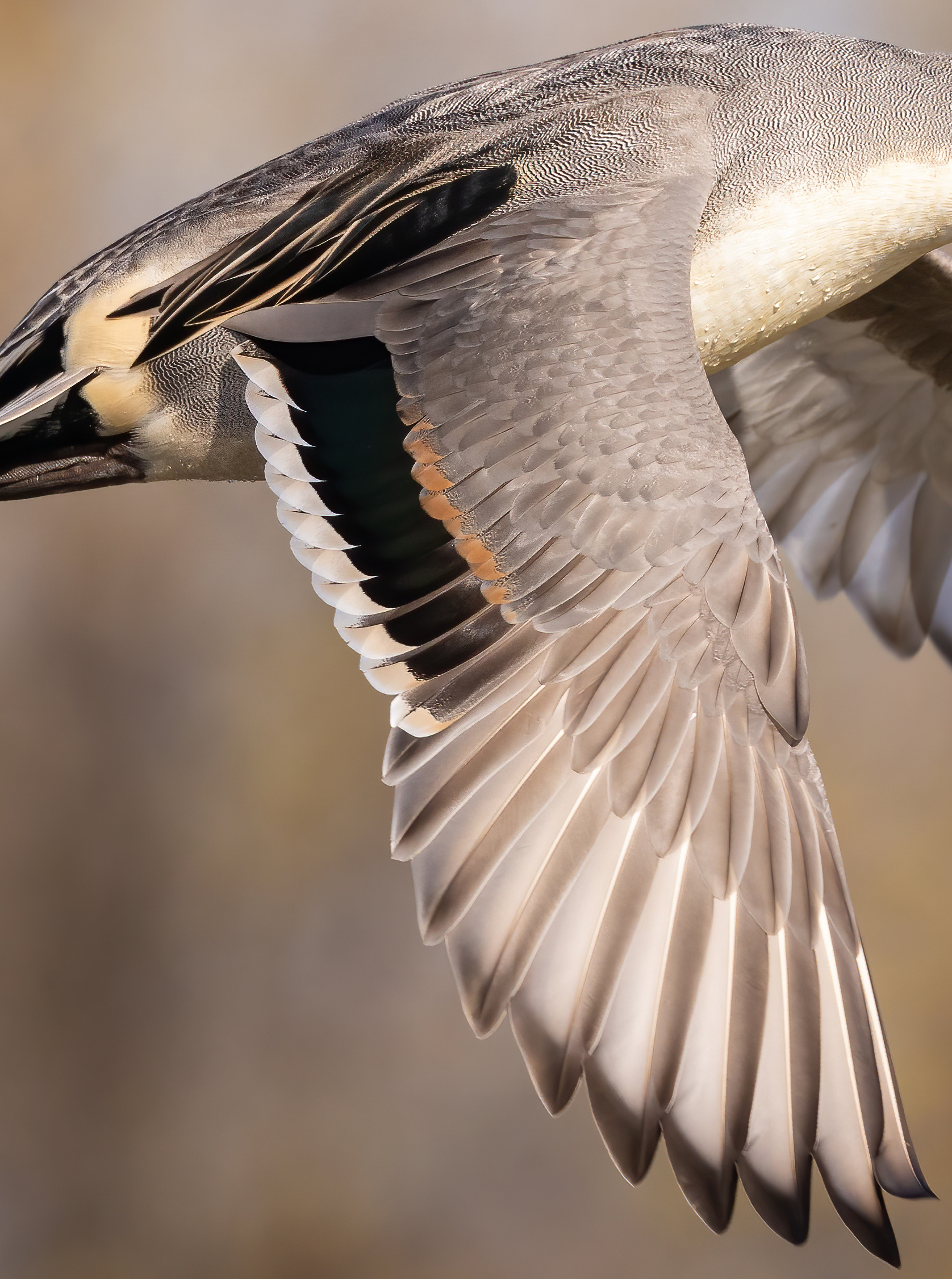
Unscheinbarer Spiegel eines Spießenten-Erpels

Bei der Balz verschiedener Entenarten kann der Spiegel eine Rolle beim sogenannten Scheinputzen spielen, dabei wird dieser vom Erpel mit dem Schnabel berührt oder auffällig präsentiert.
Auch andere Vogelgruppen zeigen einen deutlich ausgeprägten Flügelspiegel, darunter verschiedene Finken- oder Papageienarten, beispielsweise aus der Gattung Amazona. Ihre Färbung geht allerdings nicht wie bei Schwimmenten auf Interferenzphänomene zurück, sondern beruht auf eingelagerten Pigmenten, weshalb diese Spiegel nicht schillern.